# Live at the Royal Albert Hall (Eric Clapton)
Live at the Royal Albert Hall è un film-concerto del musicista rock britannico Eric Clapton. Il film è stato annunciato il 19 agosto 2015 e sarà pubblicato il 14 settembre dello stesso anno nel mondo del cinema. La pubblicazione include aspetto 200º di Clapton in Royal Albert Hall di Londra durante il suo tour "70th Birthday Celebration".

## Rilascio
Il film è uscito il 14 settembre 2015 attraverso la distribuzione nelle sale di tutto il mondo. Il film è stato annunciato il 19 ago 2015 tramite l'annuncio ufficiale e rimorchi Internet e TV. È distribuito il film della Warner Bros. Records, in collaborazione con Eagle Rock Entertainment e Arts Alliance.